# Riize
Riize (kor. 라이즈) – południowokoreański boysband utworzony przez SM Entertainment. Grupa składa się z sześciu członków: Shotaro, Eunseoka, Sungchana, Wonbina, Sohee i Antona. Początkowo zespół liczył siedmiu członków, jednak Seunghan opuścił go w październiku 2024 roku. Zadebiutowali 4 września 2023 roku single albumem Get a Guitar.

## Nazwa
Nazwa grupy, Riize, została stworzona poprzez połączenie słów „Rise”, które oznacza „wzrost” oraz „Realize”, co oznacza „zespół, który razem rośnie i realizuje marzenia”.

## Historia

### 2020-2023: Przed debiutem
Członkowie Shotaro i Sungchan wcześniej zadebiutowali w grupie NCT należącej do SM Entertainment, zostali zaprezentowani jako część składu w październiku 2020 roku. 1 lipca 2022 roku, SM Entertainment przedstawiło Eunseoka i Seunghana jako część swojego składu SM Rookies. W listopadzie 2022 roku ogłoszono, że będą oni gwiazdami programu reality show Welcome to NCT Universe, którego gospodarzami będą Shotaro i Sungchan.
Pierwsze wzmianki o nowej grupie SM pojawiły się 3 lutego 2023 roku, gdy SM opublikowało wideo szczegółowo omawiające przyszłe plany firmy związane z SM 3.0. W filmie wyjaśniono, że grupa ma zadebiutować w czwartym kwartale 2023 roku, a projektem kieruje dyrektor operacyjny SM Entertainment, Tak Young-jun.
24 maja 2023 roku, SM opublikowało wideo dotyczące ich przyszłych planów dotyczących grupy, ogłaszając, że Shotaro i Sungchan opuszczą NCT, aby dołączyć do składu, a Eunseok i Seunghan zadebiutują. Potwierdzono również, że do grupy dołączą więcej członków „koreańskiego i amerykańskiego pochodzenia”. 11 lipca wiele mediów potwierdziło, że siedmioosobowa grupa kręci teledysk debiutancki planując debiut we wrześniu. W odpowiedzi na doniesienia medialne o dołączeniu syna Yoon Sang-a, Antona Lee, do grupy, SM oświadczyło, że rozpoczną ujawnianie informacji na temat grupy 1 sierpnia. 31 lipca SM potwierdziło, że grupa zadebiutuje jako RIIZE, otwierając oficjalne konto na Instagramie 1 sierpnia, przed planowanym debiutem we wrześniu. 1 sierpnia zostały ujawnione profile wszystkich siedmiu członków, wraz z profilem grupy na Instagramie.

### 2023: Debiut, „Talk Saxy” i przerwa Seunghana
7 sierpnia 2023 roku SM Entertainment ogłosiło, że zespół zadebiutuje 4 września wraz z wydaniem swojego pierwszego single albumu Get a Guitar. Album sprzedał się w liczbie przekraczającej milion egzemplarzy w pierwszym tygodniu od premiery, osiągając drugi najwyższy wynik sprzedaży debiutanckiego albumu w pierwszym tygodniu wśród debiutujących zespołów.
19 sierpnia, jeszcze przed debiutem zespołu, Riize we współpracy z Kakao Entertainment wydali powieść internetową Rise & Realize. Przed oficjalnym wydaniem, 20 sierpnia Riize wystąpili na KCON LA, prezentując utwory „Memories” i „Siren”. 21 sierpnia ukazał się ich przedpremierowy singiel „Memories”. 4 września SM Entertainment ogłosiło, że Riize podpisali kontrakt z wytwórnią RCA Records na potrzeby promocji i działalności zespołu w Stanach Zjednoczonych. Podczas debiutanckiego showcase’u „Riizing Day: Riize Premiere” ogłoszono nazwę oficjalnego fan clubu jako Sunz, jednak dwa dni później zmieniono ją na Briize z powodu potencjalnie negatywnych skojarzeń związanych z poprzednią nazwą. 7 września zespół zadebiutował oficjalnie w programie muzycznym, występując w Mnet M Countdown z utworami „Get a Guitar”, „Memories” i „Siren”.
22 października ogłoszono, że Riize powróci z singlem „Talk Saxy”, który ukaże się 27 października.

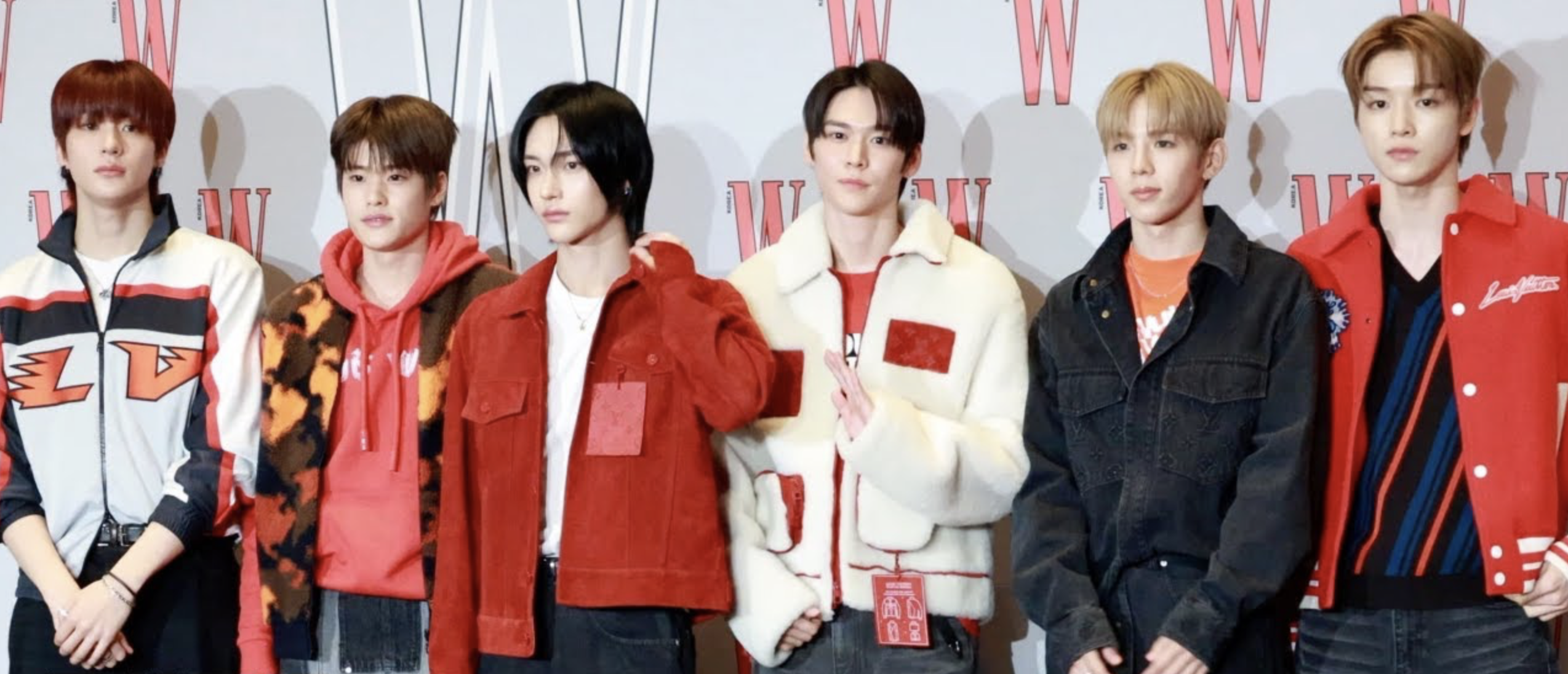
Riize bierze udział w wydarzeniu W Korea „Love Your W” w listopadzie 2023 roku.

22 listopada SM ogłosiło, że Seunghan zostanie zawieszony na czas nieokreślony z powodu krążących wokół niego plotek. W związku z tą sytuacją agencja poinformowała, że planuje złożyć zawiadomienie na policję i rozważa podjęcie dalszych kroków prawnych wobec osób, które miały rozpowszechniać fałszywe informacje w celu wywołania nieporozumień.

### Od 2024: „Love 119”, debiut w Japonii,Riizingi odejście Seunghana
5 stycznia 2024 roku Riize wydali singiel „Love 119”, a 18 stycznia odnieśli swoje pierwsze zwycięstwo w programie muzycznym w odcinku M Countdown stacji Mnet, a następnie 21 stycznia w programie Inkigayo stacji SBS. 24 stycznia ukazała się także japońska wersja singla, która jednocześnie oznaczała japoński debiut zespołu.
Riize wydali pełną wersję swojego przeddebiutanckiego piosenki „Siren” 3 kwietnia. Utwór ten znalazł się na ich pierwszym minialbumie Riizing, który ukazał się 17 czerwca. Przed premierą minialbumu zespół opublikował cztery kolejne single: „Impossible” (18 kwietnia) oraz „9 Days”, „Honestly” i „One Kiss” (wszystkie 29 kwietnia). Grupa ogłosiła również daty trasy Riizing Day, której koncerty zaplanowano między 4 maja a 31 sierpnia w 9 krajach.
2 września SM ogłosiło, że Riize wydadzą swój pierwszy repackage minialbum Riizing: Epilogue 4 września 2024 roku, wraz z promującym go singlem „Combo”. Data ta jednocześnie upamiętnia pierwszą rocznicę debiutu zespołu.
11 października SM potwierdziło, że Seunghan powróci do aktywności w zespole, w tym do udziału w „kolejnym rozdziale” działalności Riize, który miał rozpocząć się w listopadzie. Seunghan był nieaktywny od listopada 2023 roku z powodu opublikowanych zdjęć i nagrań, na których był widoczny z kobietą i palił papierosa jeszcze przed debiutem. Dwa dni później, w obliczu krytyki ze strony południowokoreańskich fanów, SM ogłosiło, że Seunghan opuści zespół, a Riize będzie kontynuować działalność jako sześcioosobowa grupa. Decyzja ta spotkała się z reakcją zwrotną, głównie ze strony międzynarodowych fanów, którzy skrytykowali rzekomo toksyczną kulturę „cancelowania” wśród koreańskich fanów. W ramach protestu zorganizowano bojkoty muzyki i produktów zespołu, do których przyłączyło się wiele sklepów z K-popem.

## Członkowie

### Obecni
| Pseudonim   | Pseudonim | Prawdziwe imię                  | Kraj                                 | Data urodzenia    |
| Latynizacja | Hangul    | Prawdziwe imię                  | Kraj                                 | Data urodzenia    |
| ----------- | --------- | ------------------------------- | ------------------------------------ | ----------------- |
| Shotaro     | 쇼타로    | Osaki Shotaro (jap. 大崎将太郎) | Japonia                              | 25 listopada 2000 |
| Eunseok     | 은석      | Song Eun-seok (kor. 송은석)     | Korea Południowa                     | 19 marca 2001     |
| Sungchan    | 성찬      | Jung Sung-chan (kor. 정성찬)    | Korea Południowa                     | 13 września 2001  |
| Wonbin      | 원빈      | Park Won-bin (kor. 박원빈)      | Korea Południowa                     | 2 marca 2002      |
| Sohee       | 소희      | Lee So-hee (kor. 이소희)        | Korea Południowa                     | 21 listopada 2003 |
| Anton       | 앤톤      | Lee Chan-young (kor. 이찬영)    | Korea Południowa · Stany Zjednoczone | 21 marca 2004     |

### Byli
| Pseudonim   | Pseudonim | Prawdziwe imię               | Kraj             | Data urodzenia      |
| Latynizacja | Hangul    | Prawdziwe imię               | Kraj             | Data urodzenia      |
| ----------- | --------- | ---------------------------- | ---------------- | ------------------- |
| Seunghan    | 승한      | Hong Seung-han (kor. 홍승한) | Korea Południowa | 2 października 2003 |

## Dyskografia

### Albumy studyjne
| Rok  | Dane dot. albumu                                                                         | Najwyższa pozycja | Najwyższa pozycja | Najwyższa pozycja | Sprzedaż |
| Rok  | Dane dot. albumu                                                                         | KOR               | JPN               | JPN Hot           | Sprzedaż |
| ---- | ---------------------------------------------------------------------------------------- | ----------------- | ----------------- | ----------------- | -------- |
| 2025 | Odyssey - Wydany: 19 maja 2025 - Wytwórnia: SM - Format: CD, digital download, streaming |                   |                   |                   |          |

### Minialbumy
| Rok             | Dane dot. albumu                                                                                           | Najwyższa pozycja | Najwyższa pozycja | Najwyższa pozycja | Sprzedaż                         |
| Rok             | Dane dot. albumu                                                                                           | KOR               | JPN               | JPN Hot           | Sprzedaż                         |
| --------------- | --- | ----------------- | ----------------- | ----------------- | -------------------------------- |
| 2024            | Riizing - Wydany: 17 czerwca 2024 - Wytwórnia: SM, RCA - Format: CD, digital download, streaming           | 2                 | 1                 | 1                 | - KOR: 1 277 236+ - JPN: 64 074+ |
| Wydania ponowne | |                   |                   |                   |                                  |
| 2024            | Riizing: Epilogue - Wydany: 4 września 2024 - Wytwórnia: SM, RCA - Format: CD, digital download, streaming | 1                 | 2                 | –                 | - KOR: 345 196+ - JPN: 30 159+   |

### Single

#### Single albumy
| Rok  | Dane dot. albumu                                                                                      | Najwyższa pozycja | Najwyższa pozycja | Sprzedaż                        |
| Rok  | Dane dot. albumu                                                                                      | KOR (Circle)      | JPN (Oricon)      | Sprzedaż                        |
| ---- | --- | ----------------- | ----------------- | ------------------------------- |
| 2023 | Get a Guitar - Wydany: 4 września 2023 - Wytwórnia: SM, RCA - Format: CD, digital download, streaming | 1                 | 2                 | - KOR: 1 039 600+ - JPN: 52 603 |

Single cyfrowe
| Rok                                                       | Tytuł            | Najwyższa pozycja | Najwyższa pozycja | Najwyższa pozycja | Album        |
| Rok                                                       | Tytuł            | KOR               | KOR               | JAP Hot           | Album        |
| Rok                                                       | Tytuł            | Circle            | Songs             | JAP Hot           | Album        |
| --------------------------------------------------------- | ---------------- | ----------------- | ----------------- | ----------------- | ------------ |
| 2023                                                      | „Memories"       | 99                | –                 | –                 | Get a Guitar |
| 2023                                                      | „Get a Guitar"   | 11                | –                 | 98                | Get a Guitar |
| 2023                                                      | „Talk Saxy"      | 68                | –                 | –                 | Riizing      |
| 2024                                                      | „Love 119"       | 5                 | –                 | 74                | Riizing      |
| 2024                                                      | „Siren"          | 21                | –                 | –                 | Riizing      |
| 2024                                                      | „Impossible"     | 26                | 15                | 66                | Riizing      |
| 2024                                                      | „Boom Boom Bass" | 17                | 11                | 41                | Riizing      |
| „–” oznacza, że singiel nie był notowany na danej liście. |                  |                   |                   |                   |              |